# Макаев, Гурам Мурадиевич
Гура́м Муради́евич Мака́ев (каз. Гурам Мұрадиұлы Макаев; род. 18 февраля 1970, Алма-Ата) — советский и казахстанский футболист и тренер, играл на позиции нападающего.

## Карьера

### Ранние годы
Является воспитанником алма-атинского футбола. В 10 лет начал заниматься футболом. Первый тренер — Эрик Марленович Абдушев. В интернате учился с Игорем Морозовым, который позже стал профессиональным футболистом. Из-за своего небольшого роста, с детства играл на позиции нападающего и крайнего полузащитника. Но позже стал игроком таранного типа.

### Клубная
Игровую карьеру начинал в команде СКИФ из Алма-Аты, в возрасте 17 лет. Позже перебрался в «Экибастузец», где отыграл 30 матчей и забил 4 мяча. В 1991 году отыграл первую половину сезона за «Химик (Джамбул)», вторую половину за родной «Кайрат», за который хотел играть ещё с детства. В 1992 году Гурам вновь становится игроком «Экибастузца», дебютирует в первом сезоне чемпионате Казахстана. Проведя четыре сезона за команду (стала называться «Батыр»), Макаев отправляется покорять Европу, он переходит в бельгийский «Ломмел». Из-за конфликта опытный казахстанский футболист решает уйти из клуба. Уже в следующем сезоне Гурам начинает в составе «Антверпена». Хорошо начав сезон, получает травму и пропускает остаток сезона, в общей сложности проведя за клуб 19 матчей, он забил 4 мяча. Также был вариант с голландской "Родой". В 1997 году возвращается в Казахстан.
Пик карьеры Макаева была игра за «Атырау», он являлся основным игроком и одним из лучших бомбардиров команды, в клубе провел два сезона, затем перешёл в «Жетысу» по приглашению Владимира Линчевского. В Талды-Кургане он был настоящим лидером и капитаном команды. Своей игрой он быстро завоевал расположение болельщиков. В 2004 году завершил карьеру игрока будучи игроком чимкентского «Ордабасы».

### В сборной
В национальной сборной Казахстана отыграл 10 матчей и забил 1 гол, дебютировав в 1994 году.

### Тренерская карьера
В 2005 году вошёл в тренерский штаб «Жетысу». В 2007 году являлся старшим тренером команды.

## Достижения
- Серебряный призёр чемпионат Казахстана (4): 1992, 1998, 2001, 2002

## Личная жизнь
Гурам владеет мебельным бизнесом. Его сын Георгий выступает в составе Петропавловского "Кызыл-Жар".